# Seychellaria africana
Seychellaria africana är en enhjärtbladig växtart som beskrevs av Vollesen. Seychellaria africana ingår i släktet Seychellaria och familjen Triuridaceae. Inga underarter finns listade.